# Lakeland Magic 2018-2019
La stagione 2018-19 dei Lakeland Magic fu l'11ª nella NBA D-League per la franchigia.
I Lakeland Magic vinsero la Southeast Division con un record di 32-18. Nei play-off vinsero la semifinale di conference con i Westchester Knicks (1-0), perdendo poi la finale di conference con i Long Island Nets (1-0).

## Roster
| N° | Naz.                   | Ruolo | Sportivo           | Anno | Alt. | Peso |
| -- | ---------------------- | ----- | ------------------ | ---- | ---- | ---- |
| 0  | Stati Uniti (bandiera) | GA    | Melvin Frazier     | 1996 | 198  | 91   |
| 2  | Stati Uniti (bandiera) | G     | B.J. Johnson       | 1994 | 198  | 88   |
| 3  | Stati Uniti (bandiera) | G     | Jay Wright         | 1994 | 185  | 77   |
| 7  | Stati Uniti (bandiera) | G     | John Petrucelli    | 1992 | 193  | 86   |
| 8  | Stati Uniti (bandiera) | G     | Jeremiah Hill      | 1995 | 188  | 77   |
| 9  | Stati Uniti (bandiera) | C     | B.J. Mullens       | 1989 | 213  | 122  |
| 9  | Stati Uniti (bandiera) | G     | Reggis Onwukamuche | 1992 | 208  | 102  |
| 10 | Stati Uniti (bandiera) | G     | Troy Caupain       | 1995 | 193  | 95   |
| 11 | Colombia (bandiera)    | G     | Braian Angola      | 1994 | 198  | 88   |
| 12 | Stati Uniti (bandiera) | AC    | Amile Jefferson    | 1993 | 206  | 102  |
| 15 | Stati Uniti (bandiera) | A     | Devin Davis        | 1995 | 198  | 102  |
| 17 | Stati Uniti (bandiera) | A     | Antonio Campbell   | 1994 | 206  | 120  |
| 21 | Stati Uniti (bandiera) | GA    | Anthony Brown      | 1992 | 201  | 95   |
| 23 | Canada (bandiera)      | A     | Justin Jackson     | 1997 | 201  | 104  |
| 24 | Stati Uniti (bandiera) | A     | Jarquez Smith      | 1994 | 206  | 107  |
| 32 | Stati Uniti (bandiera) | G     | Gabe York          | 1994 | 191  | 83   |
|    | Stati Uniti (bandiera) | G     | Isaiah Briscoe     | 1996 | 190  | 98   |

## Staff tecnico
- Allenatore: Stan Heath
- Vice-allenatori: Mike Winiecki, Joe Barrer, Johnny Taylor
- Preparatore atletico: Mark Mahoney